# António Mendes Correia
António Augusto Esteves Mendes Correia GOC • GOSE • GOI • GOIP • GCIP (Porto, Vitória, 4 de Abril de 1888 — Lisboa, 7 de Janeiro de 1960) foi um antropólogo português, médico, professor catedrático da Faculdade de Ciências da Universidade do Porto na cadeira de Antropologia, mais conhecido internacionalmente por ter sugerido, em 1925, a hipótese de um povoamento da América ter acontecido a partir da Austrália, com base em estudos que efectuou sobre populações nativas da Patagónia e Terra do Fogo. As suas conclusões apontavam para várias semelhanças físicas, linguísticas e etnográficas entre estas populações e os aborígenes australianos. Entre elas o grupo sanguíneo, as formas cranianas, palavras comuns, as construções e o uso do bumerangue.

## Família
Filho de António Maria Esteves Mendes Correia (Vagos, Vagos, 23 de Junho de 1849 - 13 de Setembro de 1937), Cavaleiro da Ordem Militar de Cristo, e de sua mulher Etelvina Esteves Marques.

## Biografia
Frequentou o curso de Medicina o qual terminaria em 1911. No ano seguinte começou a dar aulas de Antropologia na Faculdade de Ciências da Universidade do Porto, onde se licenciara e se doutorará; em 1921 tornou-se Professor Catedrático e, mais tarde, Director daquela Faculdade. Ensinou também na primeira Faculdade de Letras / UP.
Realizou numerosos estudos nos campos da Antropologia, Arqueologia e Etnologia, os quais lhe granjearam reconhecimento internacional. Dentro desta área, encontra-se colaboração da sua autoria na revista Terra portuguesa  (1916-1927). Colabora também na 3ª série da revista de medicina Germen (1935-1938). Doutor Honoris Causa das Universidades de Lyon, Montpellier e Joanesburgo, foi sócio e presidente da Classe de Ciências da Academia das Ciências de Lisboa e da Sociedade de Geografia de Lisboa, da Academia Portuguesa da História, da Academia Pontifícia de Ciências, do Real Instituto Antropológico da Grã-Bretanha, da Sociedade de Antropologia de Paris, entre outras.
Foi Membro Fundador do Instituto de Antropologia da Universidade do Porto e da Sociedade Portuguesa de Antropologia e Etnologia da qual foi também presidente. Em 1946 assumiu a direcção da Escola Superior Colonial (mais tarde Instituto Superior de Estudos Ultramarinos e Instituto Superior de Ciências Sociais e Política Ultramarina) e foi eleito presidente da Junta das Missões Geográficas e de Investigações Coloniais.
Foi Presidente da Câmara Municipal do Porto entre 23 de Maio de 1936 e 13 de Agosto de 1942 e Deputado à Assembleia Nacional entre 1945 e 1956. A partir de 1951 foi Presidente da Sociedade de Geografia de Lisboa.
Os seus estudos e trabalhos, alguns inéditos, grangearam-lhe grande reputação nacional e internacional, tendo sido numerosas as condecorações e mercês com que foi galardoado em todo o mundo: 
- Doutor Honoris Causa da Universidade de Lyon (? de ? de 1931)
- Doutor Honoris Causa da Universidade de Montpellier (? de ? de 1941)
- Doutor Honoris Causa da Universidade de Johannesburg (? de ? de 1949)

### Condecorações[4][5]
- Senhor Cavaleiro da Ordem Civil de Afonso XII de Espanha (Madrid, ? de ? de 1921)
- Colar da Academia Pontifícia das Ciências - "Novi Lyncaei" da Santa Sé (Roma, ? de ? de 1924)
- Grande-Oficial da Ordem da Instrução Pública de Portugal (Lisboa, 4 de Novembro de 1931)
- Comendador da Ordem da Coroa da Bélgica (Bruxelas, ? de ? de 1931)
- Oficial da Ordem Nacional do Cruzeiro do Sul do Brasil (Rio de Janeiro, ? de ? de 1937)
- Grande-Oficial da Ordem Militar de Cristo de Portugal (Lisboa, 11 de Julho de 1937)
- Comendador da Ordem da Coroa de Itália (Roma, ? de ? de 1939)
- Título de Excelência, concedido pela Academia Pontifícia das Ciências - "Novi Lyncaei" do Vaticano ou da Santa Sé (Roma, ? de ? de 1940)
- Benemerência com Medalha de Ouro da Sociedade Nacional Dante Alighieri de Itália (Roma, ? de ? de 1940)
- Grã-Cruz da Ordem da Instrução Pública de Portugal (Lisboa, 26 de Julho de 1941)
- Oficial da Ordem Nacional da Legião de Honra de França (Paris, ? de ? de 1941)
- Comendador da Ordem Civil de Afonso X o Sábio de Espanha (Madrid, ? de ? de 1945)
- Medalha de Vermeil da Liga Francesa de Entreajuda Social e Filantrópica de França (Paris, ? de ? de 1955)
- Grande-Oficial da Antiga, Nobilíssima e Esclarecida Ordem Militar de Sant'Iago da Espada,  do Mérito Científico, Literário e Artístico de Portugal (Lisboa, 3 de Maio de 1957)
- Grande-Oficial da Ordem do Império de Portugal (Lisboa, 17 de Abril de 1958)
- Comendador dos Bombeiros Voluntários Portuenses (Porto, ? de ? de 19??)

## Casamentos
Casou primeira vez no Porto, na 1.ª Conservatória do Registo Civil, a 7 de Janeiro de 1914 com Maria Antónia do Carmo (Carmen) de Boàda de Loureiro Mendes, filha de Luís de Loureiro de Queirós do Couto Leitão, 2.º Visconde de Loureiro, e de sua mulher María del Carmen de Boàda (? - 16 de Novembro de 1906), de quem se divorciou a 7 de Janeiro de 1948, sem geração.
Casou segunda vez em Lisboa, Alcântara, na 3.ª Conservatória do Registo Civil, a 29 de Julho de 1948 com Maria do Carmo Bahia, sem geração.